# Glossogobius bellendenensis
Glossogobius bellendenensis är en fiskart som beskrevs av Douglass Fielding Hoese och Allen 2009. Glossogobius bellendenensis ingår i släktet Glossogobius och familjen smörbultsfiskar. Inga underarter finns listade i Catalogue of Life.